# Wavrin
Wavrin è un comune francese di 7 728 abitanti situato nel dipartimento del Nord nella regione dell'Alta Francia. Era il capoluogo dell'antico Pays de Weppes, quartier della castellania di Lilla.

## Società

### Evoluzione demografica
Abitanti censiti